# Trachelospermum jasminoides
Trachelospermum jasminoides também conhecido como jasminóides ou jasmínea é uma espécie de angiosperma da família Apocynaceae, endémica do do este e sudeste da Ásia (Japão, Coreia, sul da China e Vietname). Nomes comuns da planta incluem jasmim confederado, jasmim estrelado, e jasmim estrelado da China.

## Descrição
Trachelospermum jasminoides é uma liana de folha persistente lenhosa que pode crescer até 3 metros de altura. De folha oposta oval a lanceada com 2–10 cm de comprimento e 1-4.5 cm de largura, com uma margem inteira e um ápice acuminado.
As flores fragrantes são brancas, com 1–2 cm de diâmetro, uma pétala tubular que se abre em 5 lóbulos tipo pétala. O fruto é um folículo delgado de 10–25 cm de comprimento e 3–10 mm de largura, contendo numerosas sementes.

## Uso
Um valioso perfume é extraído por destilação do caule ou das flores para ser utilizado em alta perfumaria. Em forma diluída, a tintura das flores é muito usada em incensos chineses, vietnamitas e tailandeses. Uma fibra de cânhamo é produzida a partir do caule.

### Cultivo
Os jasminoides são cultivados como planta ornamental e plantas de interior. Em jardins e parques públicos pode ser usado como trepadeira ornamental, assim como em vaso em pátios e terraços devido à sua agradável fragância . Florescerá ao sol, meia-sombra ou sombra total, requer um solo bem drenado (poderá sucumbir aos fungos se o solo for constantemente húmido), água com moderação, fertilizante com moderação e uma estrutura para trepar, como uma treliça ou uma planta secundária.  A propagação é geralmente feita por enxerto ou estaca.

Na zona anteriormente ocupado pelos extintos Estados Confederados da América, ainda recebe o nome de jasmim confederado. Um outro nome que lhe é dado é o de bússola do mercador, isto porque no antigo Uzbequistão diziam que apontava a direção correta aos mercadores sempre e quando estes fossem de bom caráter. Também é chamado de jasmim estrelado na Europa e jasmim chinês ou hera chinesa na Asia.

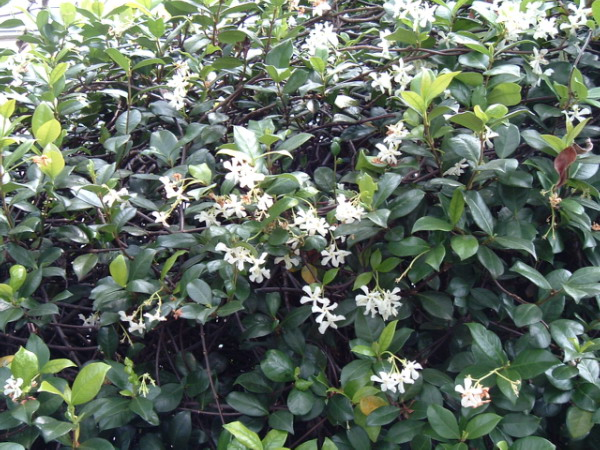
Planta florida
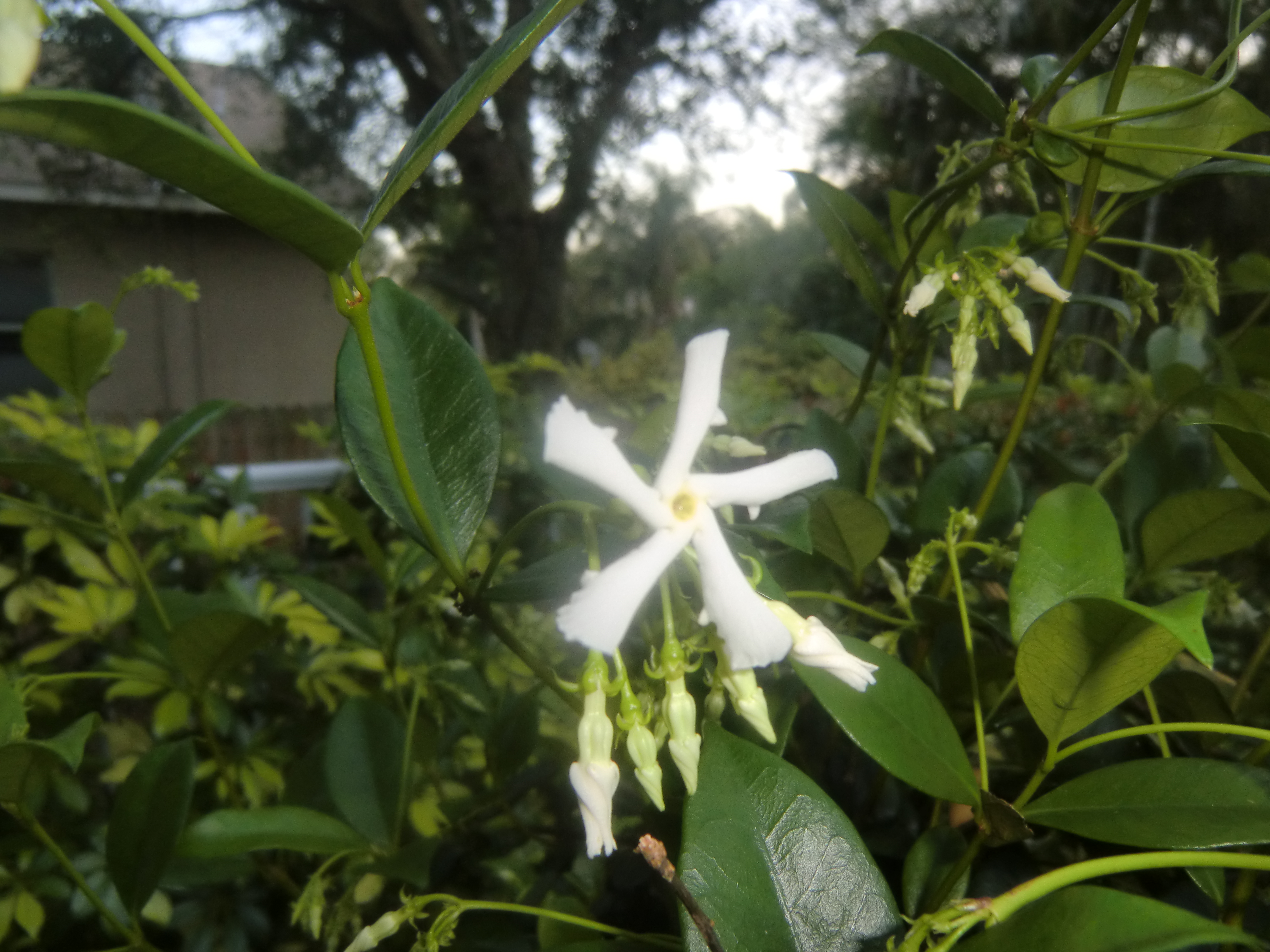
Grande plano de flor
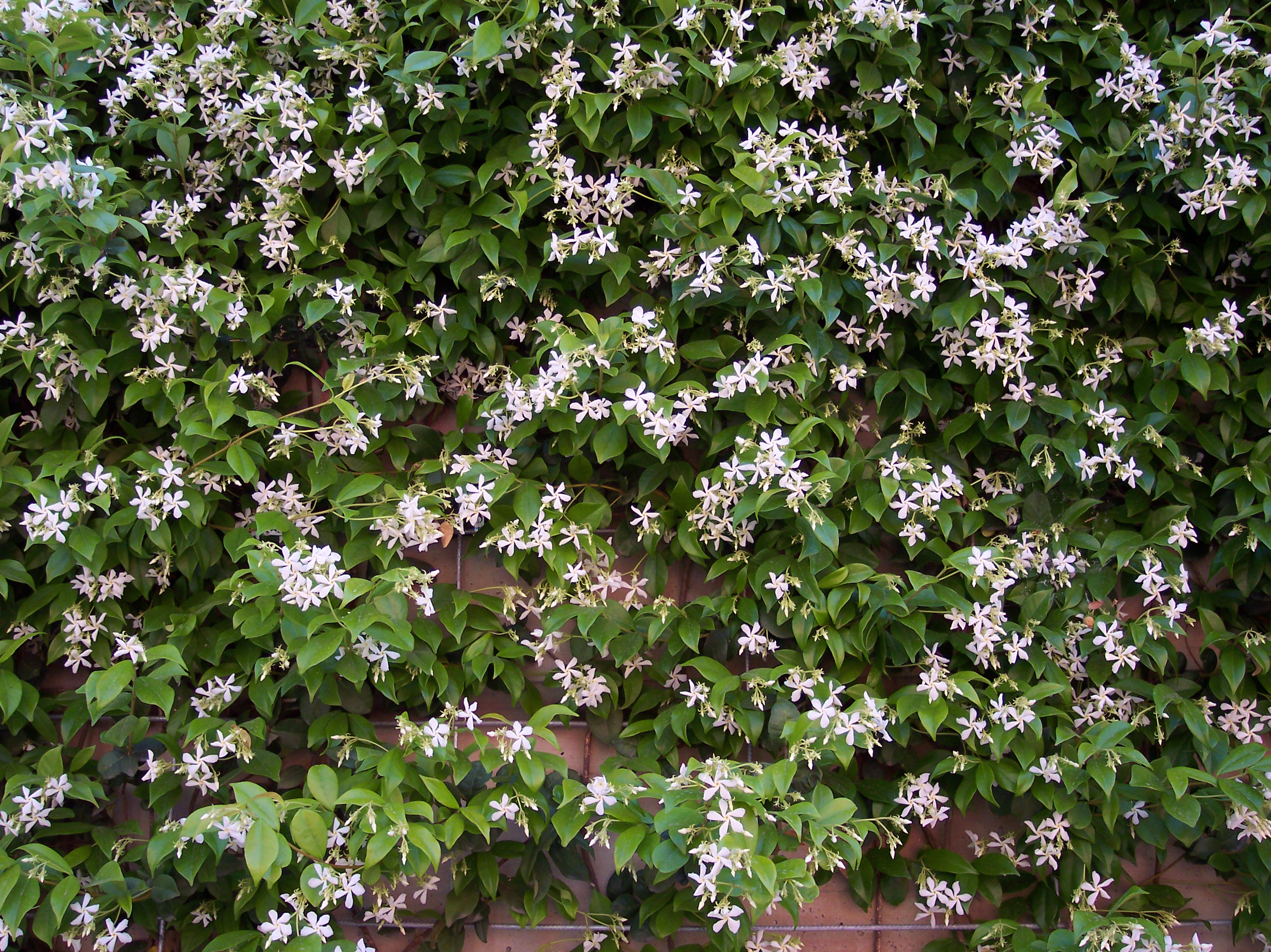
Trepadeira em parede de jardim
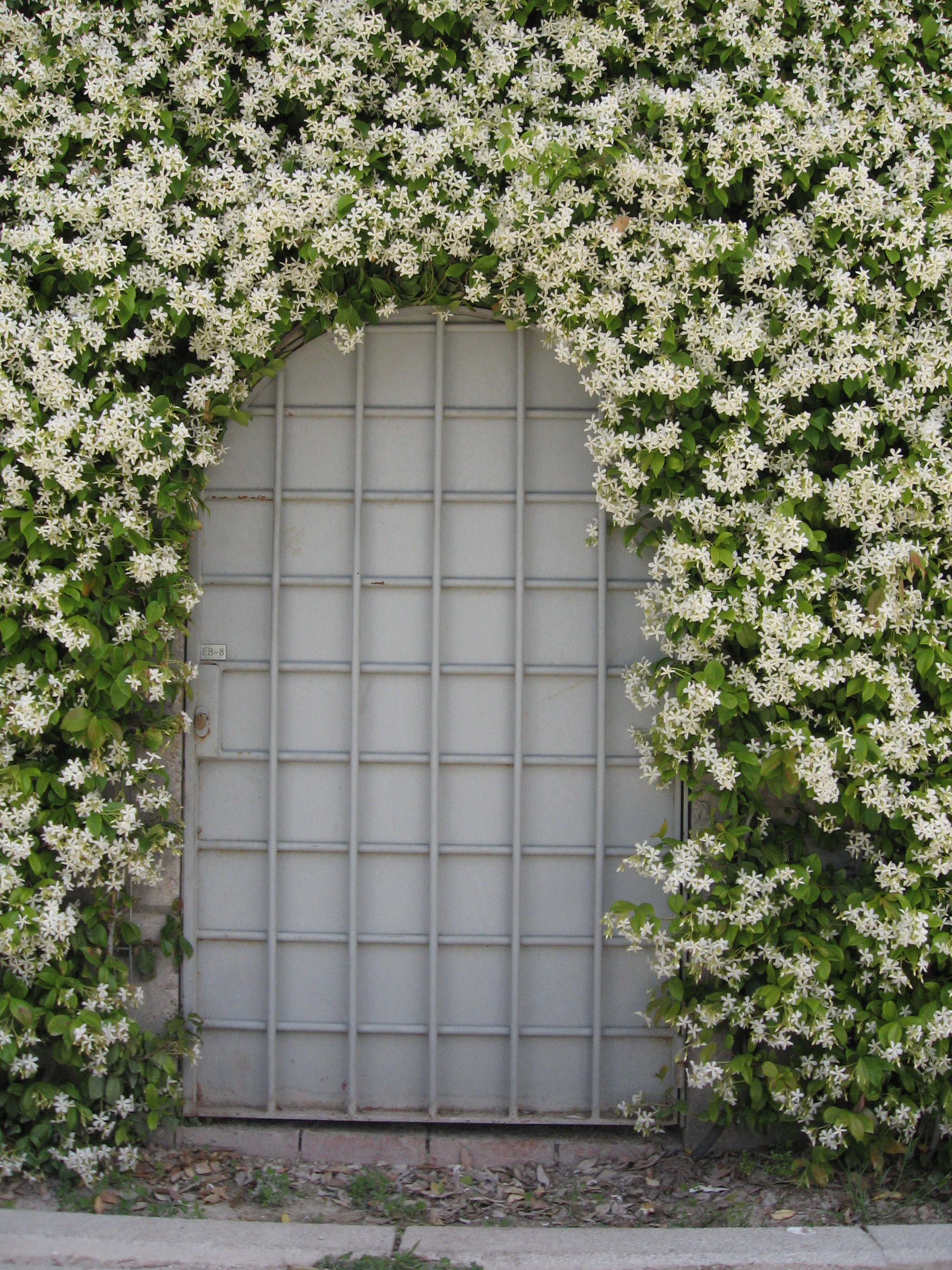
Florescente em treliça

## References
1. 1 2 3  Flora of China: Trachelospermum jasminoides
2. ↑  «Trachelospermum jasminoides». Bases de dados de PLANTS. Natural Resources Conservation Service. Consultado em 12 de dezembro de 2015
3. 1 2  Germplasm Resources Information Network: Trachelospermum jasminoides Arquivado em 24 de setembro de  2015, no Wayback Machine.
4. ↑  Garrett, Howard (1996). Howard Garrett's Plants for Texas. [S.l.]: University of Texas. p. 157. ISBN 9780292727885
5. ↑  Miller, Ming, horticulturalist, Bunnings Box Hill (pers comm 29 Dec 2013)

## Mais leituras
- Clemson University: Jasmine